# Каркар

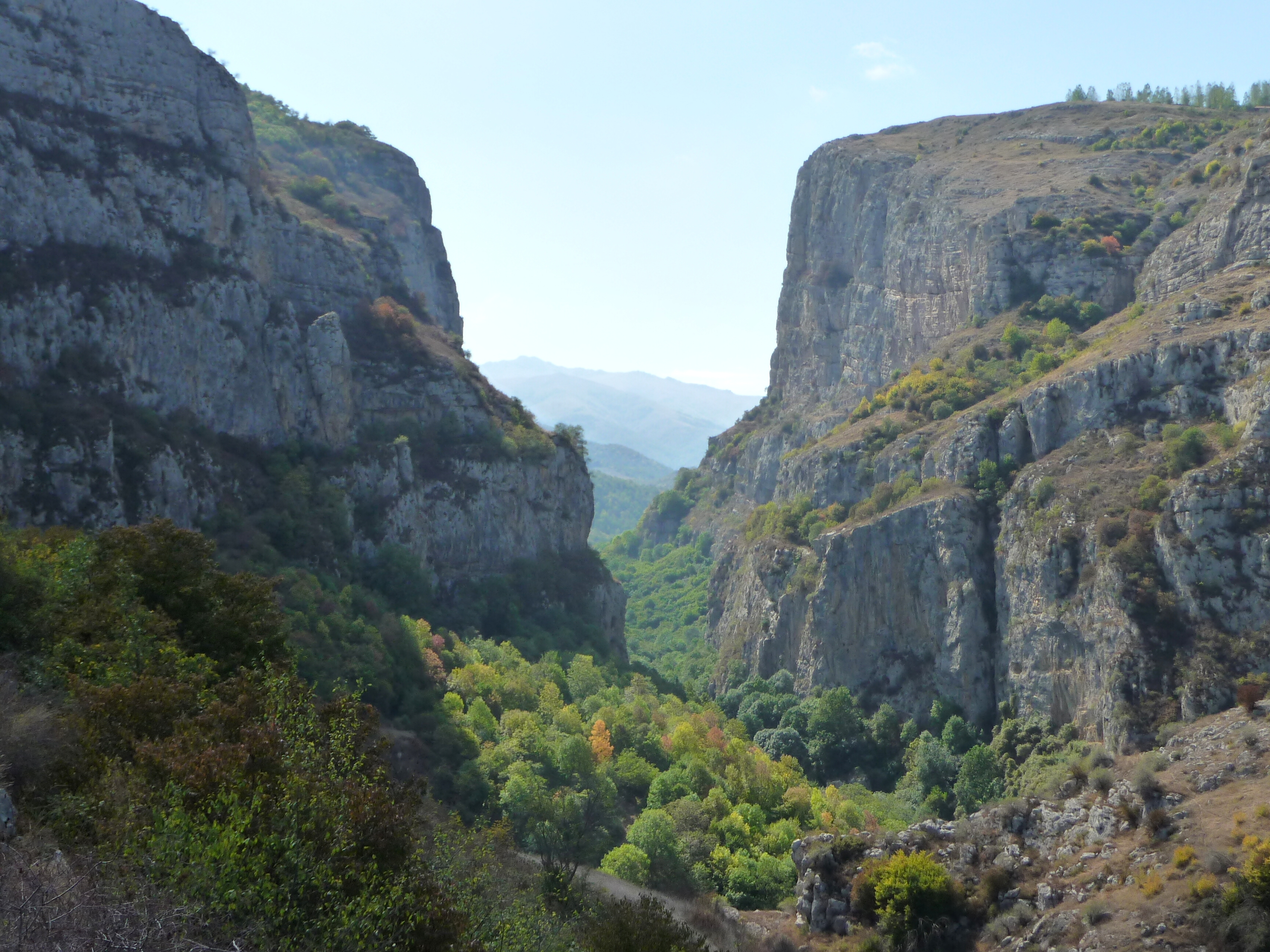
Каньйон річки

Каркар (азерб. Qarqarçay; вірм. Քարքար, Каркар) — річка у невизнаній Нагірно-Карабаській Республіці та Азербайджані. Річка бере початок біля підніжжя г. Мец Кірс (2724 м) у Шушинському районі Азербайджану, що контролюється Нагірно-Карабаською Республікою пролягає через де-факто столицю НКР Степанакерт (за міжнародним визнанням - Ханкенді) та Аскеранський район, і вже у території, контрольованій Азербайджаном втікає у Куру. На річці розташовані міста Шуші/Шуша, Степанакерт/Ханкенді та Аскеран. Біля Аскерану розташоване водосховище. Найвисокогірніше село, через яке проходить річка є село Карін так Шушинського району. Притоками річки є Вараракн, Мехратап та Птрецік (усі притоки є лівими).
| Річка | Це незавершена стаття про річку. Ви можете допомогти проєкту, виправивши або дописавши її. |